# José G. Álvarez
José Gabriel Álvarez Sotomayor (Arequipa, Perú, 19 de marzo de 1856-25 de junio de 1942) fue un pintor peruano, uno de los artistas más valiosos de la ciudad de Arequipa según el ideólogo José Carlos Mariátegui e integrante del movimiento pictórico indigenista, además de haber sido el primero en dar vida a la escena de la fundación inca y española de Arequipa. 
Considerado por Francisco Mostajo como el padre de la pintura arequipeña, Álvarez dominó el óleo con fuertes y gruesos empastes, donde conjugó ternura y pasión, realizando así  un valioso aporte a la pintura y a la cultura peruana. Fue además,  uno de los fundadores  del Centro Artístico de Arequipa en 1890, lugar donde se reunieron los más importantes artistas plásticos, calígrafos, fotógrafos, arquitectos, músicos y poetas de la época, constituyéndose así Don José G. Álvarez como el sostenedor principal del Centro, donde enseñó por más de 40 años gratuitamente, por puro amor romántico al arte. Entre sus miembros y alumnos se encuentran personajes como Pedro Paulet, Francisco Mostajo, Carlos Álvarez, Enrique Masías, Victor Martínez Málaga, Teodoro Núñez Ureta, los hermanos Vargas, Federico Molina, Manuel Domingo Pantigoso y Eduardo López de Romaña. Además generó la participación de los poetas César “Atahualpa” Rodríguez Olcay, Percy Gibson, de los fotógrafos Max T. Vargas, Martín Chambi y del científico y su gran amigo, Pedro Paulet, entre otros.
- Datos: Q5939905